# Крапивка (приток Медведицы)
Крапивка — река в России, протекает по Рамешковскому району Тверской области. Устье реки находится в 96 км по правому берегу реки Медведица напротив деревни Блуди. Длина реки составляет 11 км.
Река протекает по территории Сельского поселения Ильгощи. По берегам Крапивки стоят деревни Сутоки, Иванцево, Павлушково и Жирославка.

## Данные водного реестра
По данным государственного водного реестра России относится к Верхневолжскому бассейновому округу, водохозяйственный участок реки — Волга от Иваньковского гидроузла до Угличского гидроузла (Угличское водохранилище), речной подбассейн реки — бассейны притоков (Верхней) Волги до Рыбинского водохранилища. Речной бассейн реки — (Верхняя) Волга до Куйбышевского водохранилища (без бассейна Оки).
Код объекта в государственном водном реестре — 08010100812110000003769.